# Sainte-Soulle
Sainte-Soulle é uma comuna francesa na região administrativa da Nova Aquitânia, no departamento de Charente-Maritime. Estende-se por uma área de 21,82 km². Em 2010 a comuna tinha 4 798 habitantes (densidade: 219,9 hab./km²).